# Првенство Југославије у ватерполу 1948.
Четврто Првенство Југославије у ватерполу  одржано је од 1948. Клубови су били подељени у два савезна разреда, I. и II.
Првенство I. савезног разреда имало је 6 клубова, а одржано је у два турнира по двоструком бод систему. Првих пет кола је одиграно у Загребу од 20. до 22. августа, других пет кола у Дубровнику од 17. до 19. септембра.
Првенство је другу годину заредом освоји Хајдук из Сплита. То су у ствари били ватерполисти сплитског Јадрана, који су почетком 1947, пришли Хајдуку и узели његово име.

## Табела
|    | Екипа                   | И  | Д | Н | И | ДГ | ПГ | ГР  | Бод. |
| -- | ----------------------- | -- | - | - | - | -- | -- | --- | ---- |
| 1. | Хајдук (Сплит)          | 10 | 9 | 0 | 1 | 45 | 10 | +35 | 18   |
| 2. | Југ (Дубровник)         | 10 | 8 | 1 | 1 | 49 | 5  | +44 | 17   |
| 3. | Приморје (Ријека)       | 10 | 5 | 2 | 3 | 28 | 10 | +18 | 12   |
| 4. | Младост (Загреб)        | 10 | 4 | 5 | 3 | 24 | 12 | +12 | 9    |
| 5. | Пролетер (Зрењанин)     | 10 | 1 | 1 | 8 | 5  | 58 | -53 | 2    |
| 6. | Црвена звезда (Београд) | 4  | 0 | 0 | 4 | 2  | 34 | -32 | 0    |

Првенство II. савезног разреда одржано је такође у два турнира: Љубљани и Херцег Новом. Освојила га је екипа 
Енотност из Љубљане и пласирала се у I. савезни разред, уместо екипе Црвене звезде из Београда која је испала.